# ひっとらぁ伯父サン
『ひっとらぁ伯父サン』（ひっとらぁおじサン）は、藤子不二雄Ⓐによる日本の読切漫画作品。ブラックユーモア短編の1作。1969年『ビッグコミック』4月1日号（小学館）に掲載。1971年に朝日ソノラマから発行された、短編作品集の表題ともなった。

## 物語
平和な街に、突如として正体不明の男が流れ着く。彼はかのアドルフ・ヒトラーに身も心もそっくりだった。寄宿先の少年を手懐けたひっとらぁ伯父サンは、やがて狂気の本性を表し始める……

## ひっとらぁ伯父サンの情熱的な日々
『ひっとらぁ伯父サン』の続編で、1971年『COM1月号』（虫プロ商事）に掲載。『白い童話』シリーズの第1作として発表された。